# 帝峯 · 皇殿
帝峯．皇殿（英語：The Hermitage，英文名從埃尔米塔日博物馆來），位於香港九龍大角咀海泓道1號的一個私人高尚住宅屋苑，於奧海城三期上蓋，共設6座物業，提供964個住宅單位，而最高的為第一座，樓高55層。項目由信和置業、南豐發展及華人置業發展，屋苑由馬梁建築師事務所負責總體設計，並由丹下憲孝負責詳細設計，2011年2月落成，2011年5月入伙，管理費為平均每平方呎約$3.2，由信和置業旗下的「帝峯 · 皇殿物業管理有限公司」作物業管理。

## 名稱

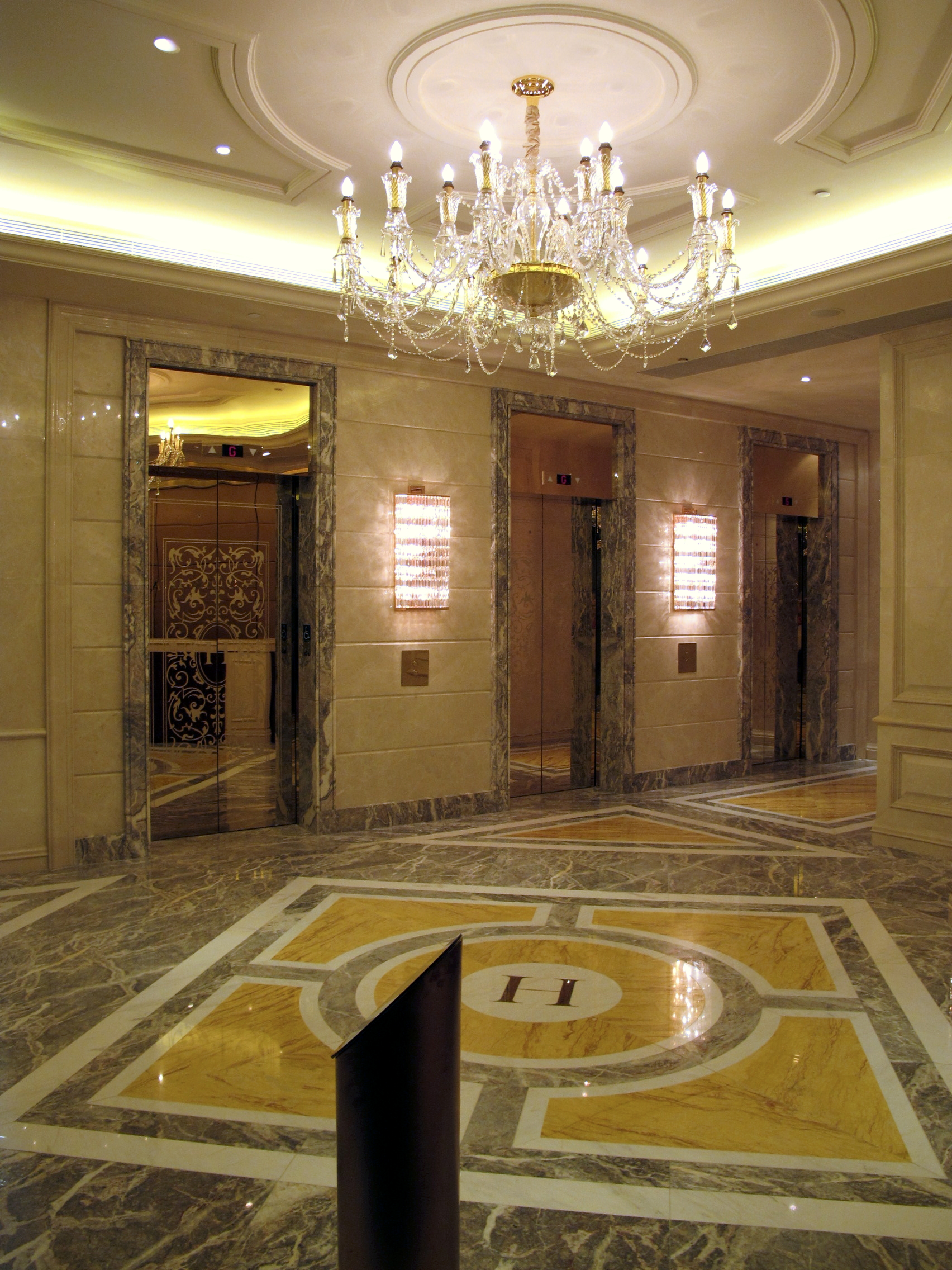
帝峯．皇殿UG層住宅大堂

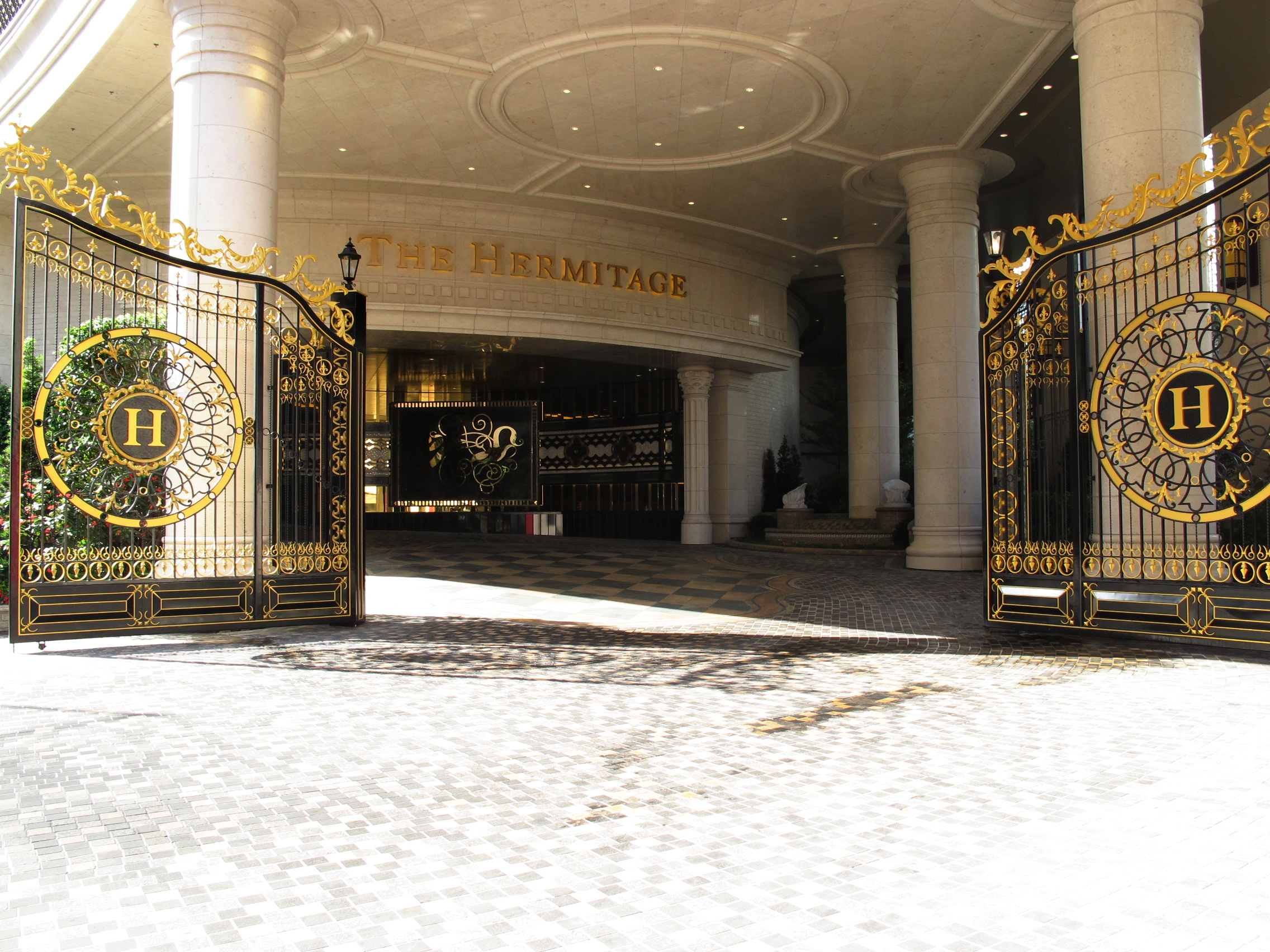
帝峯．皇殿停車場入口

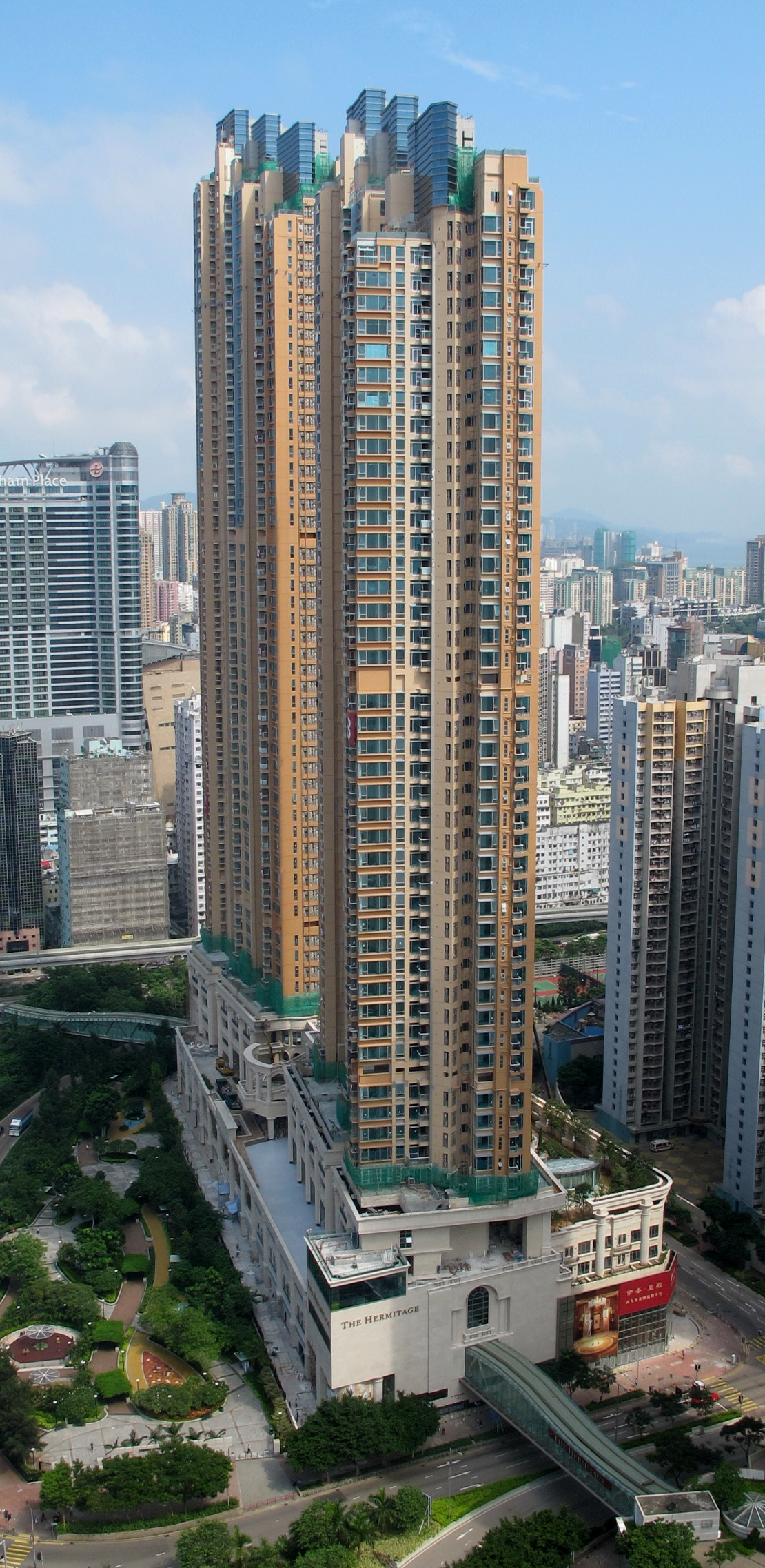
興建中的帝峯．皇殿(2010年9月)

帝峯．皇殿英文名稱 The Hermitage，來自俄羅斯聖彼得堡的冬宮（沙俄時代的皇宮），以及The State Hermitage Museum （為隱士博物館，以收藏眾多稀世奇珍而聞名）。不過，該屋苑的基座奧海城三期商場的升降機門亦標上帝峯．皇殿標誌。

## 歷史
帝峯．皇殿前身為兩塊屬香港政府擁有的相連填海地皮，該地皮於2005年9月27日進行拍賣，並由信和置業為首的財團以59.2億港元投得。發展財團為信和置業佔50%，南豐發展及華人置業則各佔25%。物業於2008年9月1日動工興建，2011年5月入伙。

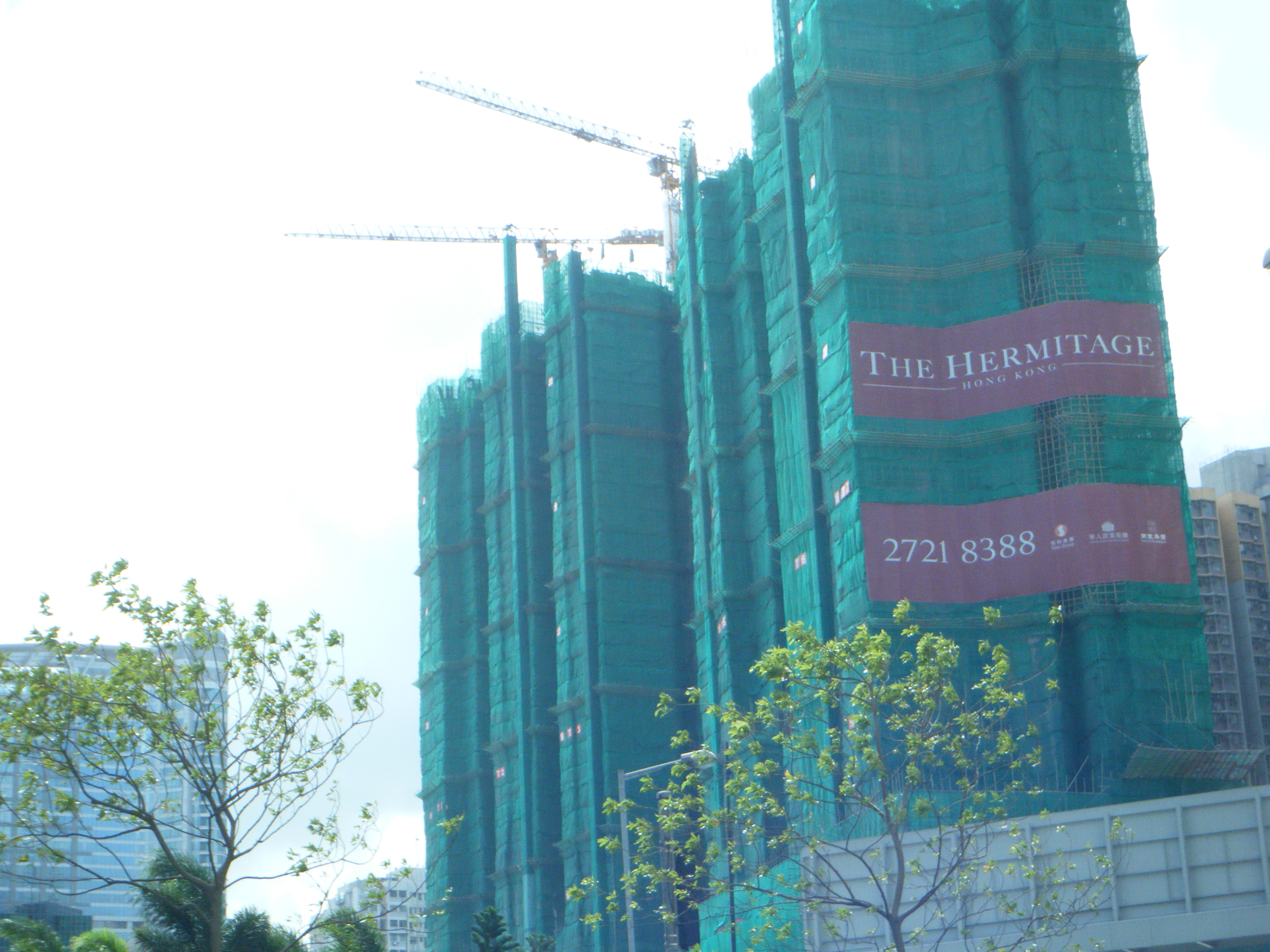
興建中的帝峯．皇殿(2009年8月)
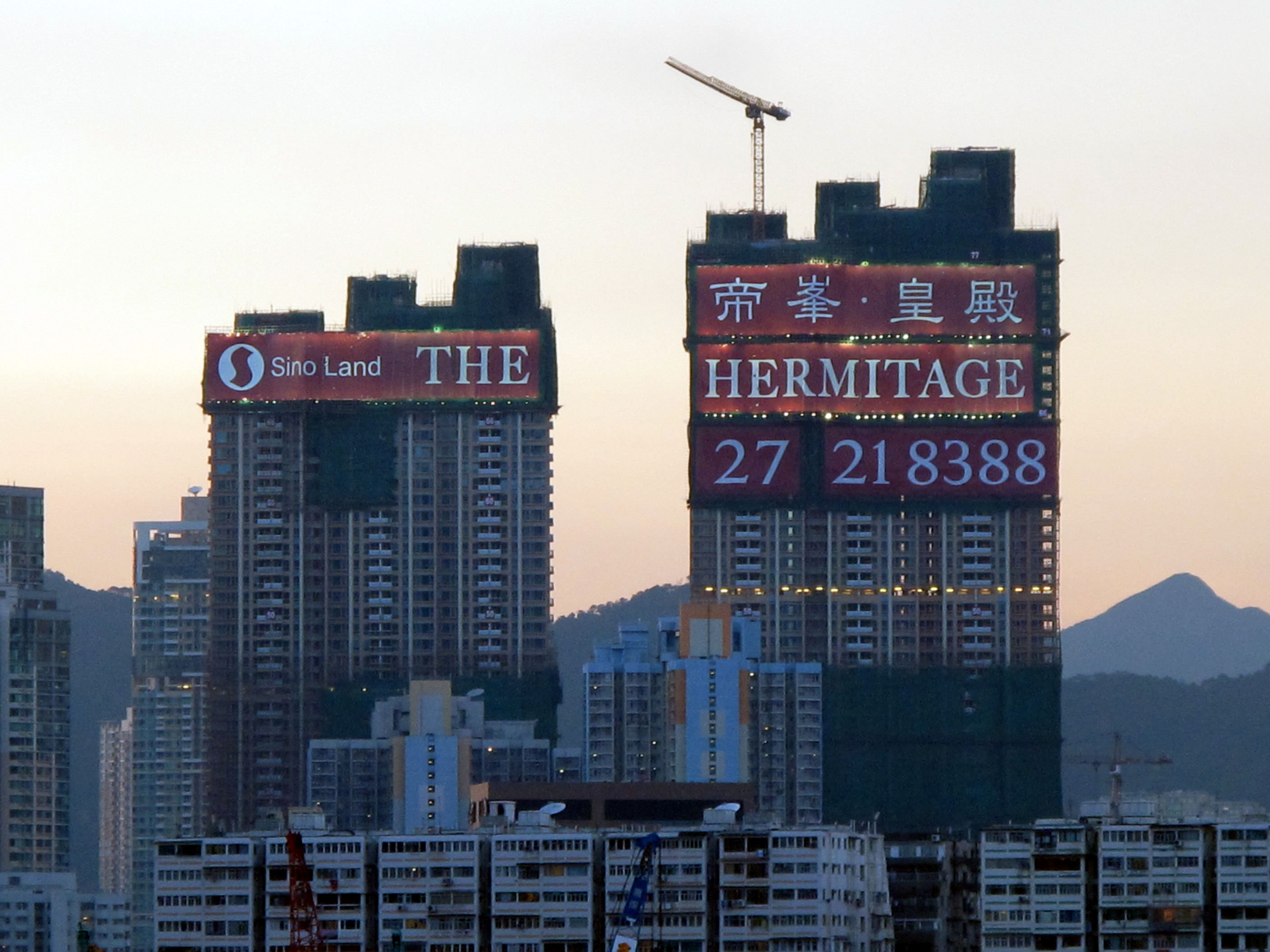
興建中的帝峯．皇殿(2010年6月)
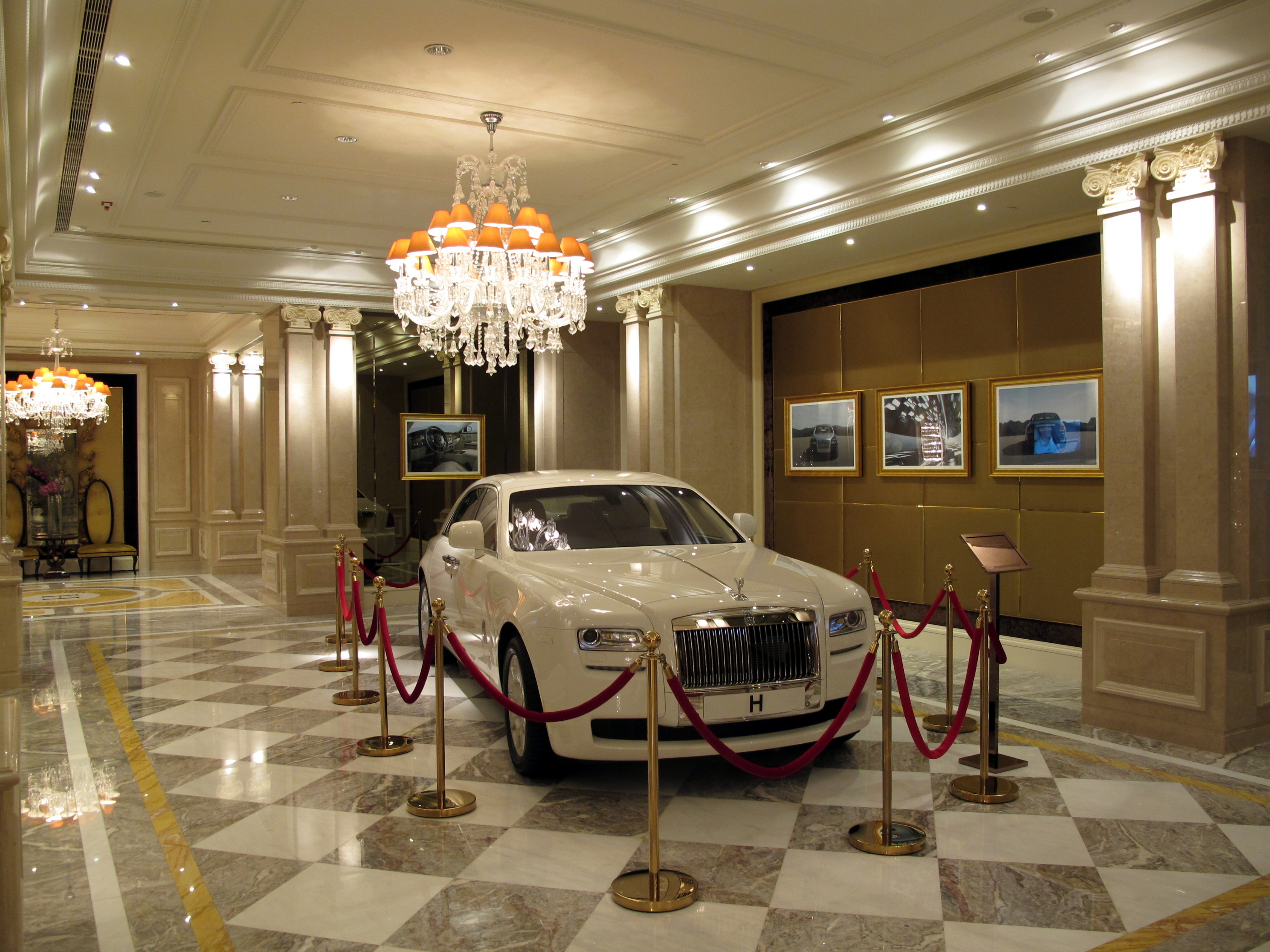
示範單位所展示的勞斯萊斯

## 單位

### 標準單位
住宅約79%為3至4房大單位。此外在第6、7座10至33樓，提供126個面積由375至415方呎的全開放式單位。

### 特色單位
項目總共設70個特色單位，24個位於每座的頂層及下層，當中6個分布1、2、6 及7座頂層或對下一層的複式及相連平台花園全部連泳池的單位，取名天際泳池花園大宅，面積由1,476至2,106方呎，當中2及7座2個可打通為複式單位，面積巨達4,067方呎，其中7座71A相連單位，客廳連平台花園面積長達160呎。此外，每座8及9樓為花園大宅，合共38伙，單位面積375至1，962方呎，花園面積約34至1,783方呎。

### 升降機配置
另外，所有大廈採用富士達生產的升降機，型號為FLEX-N300，共有十八台，每座三台，從2樓開始，第1至3座其中一台可達3樓停車場、6樓會所、15樓及51樓隔火層，第6至8座其中一台可達6樓會所、15樓及35樓隔火層，基座不設4及7樓，第1、2、3及6座不設13、14、24、34、40-49、53、54、58、64及74樓，第7及8座不設13、14、24、34、40-49、53、54、58及64樓。

## 住客會所
屋苑設有大型會所，佔地10.6萬方呎，與近年信和置業新建住宅一樣，以宮廷式設計，採用歐陸經典的羅馬式石柱及迴廊。會所中心設有大型水池，為「歐陸式水池歌劇院」，外牆設大型LED電視，並容許住客在該處租用作播放電影。其他設施包括戶外游泳池、按摩池、美術圖書館、高爾夫球練習室、桌球室及宴會廳等。會所更擺放八套俄羅斯羅曼諾夫皇朝的珍藏，更將訂購兩部價值逾千萬元的勞斯萊斯供住戶租用，延續會所富藝術及貴氣風格。

## 價格
2011年8月26日，帝峰．皇殿2座78樓A室，實用面積1,520呎，以7,059.6萬元成交。
2022年3月3日，帝峰．皇殿2座79樓A室，實用面積1,560呎，以1.02億元沽出，呎價65,385元，呎價及樓價創屋苑新高。

## 政府設施
不過由於地契條款要求帝峯．皇殿興建政府設施用地，所以會所對面設有政府老人院，現為樂善堂海泓道護養院。售樓書則寫2-3樓為會所/政府設施。

## 廣告
發展商把其包裝成豪宅，並以「西九龍核心黄金圈」作宣傳，於多間電視台購買約3分鐘的廣告時段重覆播放。住宅於2010年6月30日開售，意向呎價約為1.5萬餘元。

## 附近物業
- 富榮花園
- 海富苑
- 柏景灣
- 帝柏海灣
- 奧海城2期

## 外部連結
- 帝峯．皇殿 The Hermitage 業主討論區
- 帝峯．皇殿 官方網頁 （页面存档备份，存于）

22°19′04″N 114°09′53″E / 22.3176664°N 114.1647202°E